# Davide Carta
Davide Carta (Torino, 15 giugno 1972) è un ex pattinatore di velocità su ghiaccio italiano.

## Biografia
Nato nel 1972 a Torino, è fratello di Fabio Carta, pattinatore di short track partecipante ai Giochi di Nagano 1998, Salt Lake City 2002 e Torino 2006, vincitore di un argento nella staffetta 5000 m negli USA.
A 21 anni ha partecipato ai Giochi olimpici di Lillehammer 1994, in tre gare: 500 m, nei quali è arrivato 32º con il tempo di 37"98, 1000 m, dove si è piazzato 38º in 1'16"46 e 1500 m, nei quali ha terminato al 34º posto con il crono di 1'57"46.
Nel 1996 e 1997 ha preso parte ai Mondiali completi, arrivando rispettivamente 14º e 28º.
In seguito ha partecipato di nuovo alle Olimpiadi, quelle di Nagano 1998, di nuovo nelle gare di 500, 1000 e 1500 m, chiudendo rispettivamente 30º con il tempo totale di 1'13"91, 14º in 1'12"27 e 23º con il crono di 1'52"44.
A 29 anni ha preso parte ai suoi terzi Giochi, Salt Lake City 2002, stavolta solo nei 500 e 1000 m, arrivando 23º nei primi con il tempo totale di 1'11"39 e 26º nei secondi in 1'09"81.
Ha chiuso la carriera nel 2002, a 30 anni.